# Батальйон імені імама Шаміля
Дагестанський добровольчий батальйон імені імама Шаміля — добровольче бойове з'єднання, що діє у складі Збройних сил України проти російських військ, складається переважно з представників дагестанських народів (Дагестан) Створений у жовтні 2022 року й названий на честь одного з національних героїв Дагестану, імама Шаміля.

## Історія

Прапор дагестанської закордонної опозиції

Про створення батальйону було оголошено на початку жовтня 2022 року. За його створенням стоїть громадсько-політична організація «Дагестанський національний центр», яка складається з членів дагестанської діаспори в Україні, й основною метою якої є допомога Україні у відбитті російського вторгнення й здобуття незалежності Дагестану від Росії. Відношення до створення має об'єднання українських депутатів «За вільний Кавказ».

До нього входять в основному представники дагестанських національностей, які до цього воювали у складі ЗСУ, батальйону кримців й добровольчих загонів, які вирішили об'єднатися в один дагестанський батальйон під єдиним командуванням. Батальйон очолив Магомед Сайпулаєв:
«Боротьбу з Росією ми розпочали задовго до цього, років 10-15 тому. В Україні вирішили продовжити, оскільки те, що нас стосувалося вже 100 років, тепер торкнулося [України]».
Після завершення російсько-української війни метою батальйону заявлено боротьбу за незалежність Дагестану.
Станом на грудень 2022 року, за словами голови ДНЦ, воює на південному заході України разом із батальйоном «Братство».

## Командування
- Сайпулаєв Магомед Ібрагімович (нар. 26.09.1974) — командир батальйону імені імама Шаміля[10][7][11].